# Calathaspis
Calathaspis — рід грибів родини Cladoniaceae. Назва вперше опублікована 1972 року.

## Класифікація
До роду Calathaspis відносять 1 вид:
- Calathaspis devexa